# Formula Renault V6 Eurocup
Formula Renault V6 Eurocup kördes i två säsonger mellan 2003 och 2004. Bilarna var snabbare än vanliga Formel Renault-bilar, och var släkt med nutidens Formula Renault 3.5 Series.

## Säsonger
| År   | Mästare          | Tvåa       | Trea            |
| ---- | ---------------- | ---------- | --------------- |
| 2003 | José María López | Neel Jani  | Kosuke Matsuura |
| 2004 | Giorgio Mondini  | Ryan Sharp | Andrea Belicchi |